# جيم هندرسون (لاعب كرة قاعدة)
جيم هندرسون هو لاعب كرة قاعدة كندي، ولد في 21 أكتوبر 1982 في كالغاري في كندا.

## وصلات خارجية
- جيم هندرسون على موقع دوري كرة القاعدة الرئيسي (الإنجليزية)
- جيم هندرسون على موقعبيزبول رفرنس.كوم (الدوري الرئيسي) (الإنجليزية)
- جيم هندرسون على موقعبيزبول رفرنس.كوم (الدوري الثانوي) (الإنجليزية)
- جيم هندرسون على موقع إي إس بي إن.كوم (أم.أل.بي) (الإنجليزية)
- جيم هندرسون على موقع مشجعي الرسوم البيانية (الإنجليزية)